# Покровско-Холмовское крестьянское восстание
Покровско-Холмовское крестьянское восстание — это восстание населения 11 волостей Бельского уезда Смоленской губернии 5—19 июля 1918 года. Центром восстания были Покровская (центр с.Покров-Жирков), Холмовская (центр с.Холм-Жирков) и Комаровская (центр с.Комары) волости, на какое-то время был захвачен уездный центр — город Белый.

## Предыстория восстания
К весне 1918 года обнаружилось, что революционные события 1917 года привели к кризису центральной продовольственной власти, в результате чего местные органы управления были дезорганизованы. Данную ситуацию усугубляло обесценивание денег, затруднявшее приобретение крестьянами сельхозинвентаря и товаров повседневного спроса. Крестьянские массы перестали продавать излишки зерна на рынке, предпочитая хранить их вместо обесценивающихся денег. При этом основная житница российской империи Украина находилась под оккупацией кайзеровской Германии. В мае 1918 года большевистские власти вынуждены были предпринимать экстренные меры для снабжения хлебом городов. 13 мая ВЦИК и СНК издает декрет «О предоставлении народному комиссару продовольствия чрезвычайных полномочий по борьбе с деревенской буржуазией, укрывающей хлебные запасы и спекулирующей ими». Данный декрет предполагал репрессивные меры в отношении крестьян, не заявивших о наличии излишков хлеба. Для этого была создана Продовольственно-реквизиционная армия Наркомпрода РСФСР, состоящая из вооруженных продотрядов. На вооруженную реквизицию деревня, наполненная вернувшимися с фронта солдатами, ответила серьезным сопротивлением и множеством восстаний. В основе крестьянских волнений лежала не идеология, а реакция на насилие государственных органов, отбиравших их собственность. В 1918 году в Центральной России крестьянские восстания против большевиков поддерживала буржуазия, белое офицерство, сочувственно относилось духовенство. Данные социальные группы не видели своего будущего в государстве победившего пролетариата. Покровско-Холмовское восстание проходило на фоне восстания левых эсеров в Москве, распространившееся на места. Левые эсеры, традиционно защищавшие интересы крестьянского сословия, активно участвовали в процессе восстания в Бельском уезде, преследуя цель захвата органов управления.

## Ход восстания
Восстание началось после того, как уездным советом на крестьянскую ярмарку в с.Холм-Жирков был послан отряд красноармейцев численностью 9 человек для сбора продовольствия. 5 июля, в воскресенье, на базаре три красноармейца вели разъяснительные беседы с крестьянами о продовольственных постановлениях, необходимости сдачи хлеба в общественные амбары для помощи голодающей бедноте.Местными жителями красноармейцы были разоружены и избиты, после чего уездный совет послал отряд в 75 человек, с двумя пулеметами и на двух автомобилях, который был также разбит. Волостные сходы приняли решение оказать сопротивление действиям уездного совета, началось вооруженное противостояние. В восстании принимало участие население не менее чем 11 волостей, всего оказавших сопротивление, по данным ВЧК, было до 4 тыс. человек при 5-7 пулеметах, возглавили вооруженные действия восставших бывшие царские офицеры, проживавшие в уезде. Восстание длилось около двух недель. 19 июля оно было уже подавлено прибывшими по указанию Северо-западного обкома РКП регулярными частями Красной Армии под командованием Смоленского губернского комиссара Н.И. Кривошеина. Войска стягивались из Смоленска, Ржева, Вязьмы, Духовщины, Ярцево. По всем восставшим волостям прокатилась волна карательных акций. "Это восстание деревенских кулаков во главе с бывшим офицерством, попами и другими белогвардейцами", - охарактеризовал его председатель Военно-революционного штаба по ликвидации восстания, эмиссар отдела управления Облискомзапа З.Эйдельсон.

## Последствия восстания
Количество погибших как со стороны красноармейцев, так со стороны восставших неизвестно. Советская историческая литература отмечала, что по "делу Бельского восстания было привлечено к ответственности 388 наиболее активных зачинщиков, из которых 45 расстреляны". Часть из них были арестованы по классовому признаку, как потенциальная угроза советской власти. В сентябре (4 и 17 числа) 1918, спустя 2 месяца после восстания, были произведены расстрелы арестованных, прошедшие после введения красного террора, который был объявлен 2 сентября 1918 года Яковом Свердловым в обращении ВЦИК и подтверждён постановлением Совнаркома от 5 сентября 1918 года.